# Haworthiopsis
Haworthiopsis je rod jednosupnica, dio porodice Asphodelaceae. Osamnaest priznatih vrsta ovog roda rašireno je po jugu Afrike, Namibija, Mozambik, Južnoafrička Republika i Esvatini.

## Vrste
1. Haworthiopsis attenuata (Haw.) G.D.Rowley
2. Haworthiopsis bruynsii (M.B.Bayer) G.D.Rowley
3. Haworthiopsis coarctata (Haw.) G.D.Rowley
4. Haworthiopsis fasciata (Willd.) G.D.Rowley
5. Haworthiopsis glauca (Baker) G.D.Rowley
6. Haworthiopsis granulata (Marloth) G.D.Rowley
7. Haworthiopsis koelmaniorum (Oberm. & D.S.Hardy) Boatwr. & J.C.Manning
8. Haworthiopsis limifolia (Marloth) G.D.Rowley
9. Haworthiopsis longiana (Poelln.) G.D.Rowley
10. Haworthiopsis nigra (Haw.) G.D.Rowley
11. Haworthiopsis pungens (M.B.Bayer) Boatwr. & J.C.Manning
12. Haworthiopsis reinwardtii (Salm-Dyck) G.D.Rowley
13. Haworthiopsis × rigida (Lam.) Gildenh. & Klopper
14. Haworthiopsis scabra (Haw.) G.D.Rowley
15. Haworthiopsis sordida (Haw.) G.D.Rowley
16. Haworthiopsis × tauteae (Archibald) Gildenh. & Klopper
17. Haworthiopsis tessellata (Haw.) G.D.Rowley
18. Haworthiopsis venosa (Lam.) G.D.Rowley
19. Haworthiopsis viscosa (L.) Gildenh. & Klopper
20. Haworthiopsis woolleyi (Poelln.) G.D.Rowley